# ایام شبابست شراب اولیتر
رباعی با مطلع "ایّام شبابست شراب اولیتر"، هجدهمین رباعی از دیوان حافظ به تصحیح قاسم غنی و محمد قزوینی می‌باشد.

## شعر
ایّام شبابست شراب اولیتر
با سبز خطان بادهٔ ناب اولیتر
عالم همه سر بسر رباطیست خراب
در جای خراب هم خراب اولیتر